# Deutsche Schwimmmeisterschaften 1899
Die 16. Deutschen Meisterschaften im Schwimmen fanden am 13. August 1899 in Grünau, heute ein Ortsteil von Berlin, statt. Es wurde eine Strecke von 100 m sowie 1500 m geschwommen und der Mehrkampf ausgetragen, welche aus Tauchen, Springen und 100 m Schwimmen bestand. Zudem fanden Vorläufe (ohne Meisterschaft) in 100 m Rücken und 500 m Brust statt.
| Disziplin       | Name             | Verein                           | Zeit       | Punkte |
| --------------- | ---------------- | -------------------------------- | ---------- | ------ |
| 100 m Freistil  | Ernst Hoppenberg | Bremer SC 1885                   | 1:23,0 min | –      |
| 1500 m Freistil | Wilhelm Röhrs    | Triton Hamburg                   | 27:18 min  | –      |
| Mehrkampf       | Gottlob Walz     | Schwimmerbund Schwaben Stuttgart | –          | 34,17  |